# 平川市立平賀東中学校
平川市立平賀東中学校（ひらかわしりつ ひらかひがしちゅうがっこう）は、青森県平川市新館にある公立中学校である。

## 概要
平川市の旧平賀地区の東側が学区である

### 生徒数
Gaccom -平川市立平賀東中学校-の記載より（2022年現在）。
| 学年 | 1年 | 2年 | 3年 | 特別支援 | 合計 |
| ---- | --- | --- | --- | -------- | ---- |
| 学級 | 2   | 2   | 2   | 2        | 8    |
| 児童 | 56  | 51  | 63  | (6)      | 170  |

## 沿革
- 1957年（昭和32年）
  - 4月1日 - 竹館中学校、新屋中学校、町居中学校が統合。平賀東中学校創立[2]。ただし、校舎は完成しておらず、平賀東中学校○○校舎として存続。
  - 10月14日 - 校章制定。
  - 12月17日 - 竹館・町居・新屋の3校舎より、新校舎に移転。
  - 12月19日 - 新校舎にて、授業開始。この日を創立記念日と定める。
  - 12月20日 - 第一期工事落成式。
- 1958年（昭和33年）
  - 3月20日 - 校歌制定、校旗樹立。
  - 9月20日 - 第二期工事落成。
- 1961年（昭和36年）8月31日 - 第三期工事落成。
- 1962年（昭和37年）
  - 8月28日 - 第四期工事落成。
  - 11月11日 - 築山造成。
- 1966年（昭和41年）1月10日 - 第五期工事落成
- 1967年（昭和42年）9月3日 - 創立10周年記念式典挙行。
- 1968年（昭和43年）3月15日 - 国旗掲揚塔建設。
- 1971年（昭和46年）5月19日 - 学校プール建設（25m・7コース）。
- 1977年（昭和52年）
  - 9月2日 - 創立20周年記念式典挙行。
  - 9月3日 - この日から5日まで、創立20周年記念行事開催。
- 1990年（平成2年）8月27日 - 新校舎に移転する。
- 1991年（平成3年）
  - 3月 - ランチルーム完成。
  - 8月 - 体育館完成し、これをもって、改築落成[3]。
- 2006年（平成18年）1月1日 - 町村合併により、平川市立平賀東中学校となる。
- 2008年（平成20年） - 創立50周年記念式典が挙行される。
- 2011年（平成23年）4月1日 - 小国中学校を統合。
- 2015年（平成27年）
  - 3月 - (株)ナカショウより、体育館ステージ幕の寄贈。
  - 8月 - 非構造部材落下防止対策完了。
  - 11月 - 太陽光発電設備蓄電池整備完了。

## 学校行事
公式サイトの記載より（2012年）。
| - 前期 - 4月 入学式、新任式、前期始業式、参観日 - 5月 避難訓練、前期生徒総会、3年修学旅行、2年宿泊学習、1年宿泊学習 - 6月 運動会、中体連夏季大会、前期中間テスト - 7月 芸術鑑賞教室、県中体連、大掃除、夏休み - 8月 夏休み明けテスト - 9月 東中祭（文化祭）、中体連秋季大会、前期期末テスト - 10月 前期終業式、秋休み | - 後期 - 10月 後期始業式、2年職場体験、避難訓練、校内合唱コンクール、生徒会役員選挙 - 11月 参観日、後期生徒総会、後期中間テスト - 12月 大掃除、冬休み - 1月 冬休み明けテスト、避難訓練 - 2月 3年後期期末テスト、私立入試、新入生学校説明会 - 3月 県立高校入学試験、1・2年後期期末テスト、卒業式、大掃除、離任式、修了式 |

## 部活動

### 運動部
- 野球部[4]
- ソフトボール部
- 陸上競技部
- ソフトテニス部
- 卓球部
- バスケットボール部

### 文化部
- 吹奏楽部[4]
- 総合文化部

## 学区
沖館、小国、唐竹、新館、向野、広船、新屋、尾崎、平田森、町居地区。

## アクセス
- 弘南鉄道弘南線平賀駅から、
  - 約2.2km、車で約4分・徒歩で約35分。
  - 平川市循環バス唐竹・広船線で29分、「東中学校前」バス停下車[6]。
- 東北自動車道大鰐弘前ICから、車で約6.2km・約12分。

## 周辺
- 青森県道135号吹上金屋黒石線
- 東北自動車道 - 学区内を通っているだけでインターチェンジはないが、津軽SAが学区内にある。
- スポーツランドひらか
- 平賀ドーム

## 参考リンク・資料
- 平川市の中学校 - 平川市ホームページ内
- 『平賀町誌 上巻』（平賀町・1985年3月1日発行）「第五編教育 第二章学校教育 第三節中学校」1072頁～1073頁「1 平賀町立平賀東中学校 沿革」